# Truant
Truant, estilizado como truANT, es el tercer álbum de estudio del grupo de rock estadounidense Alien Ant Farm, que fue publicado el 19 de agosto de 2003 por DreamWorks Records. Los productores del álbum fueron el guitarrista y bajista de Stone Temple Pilots, Robert DeLeo y Dean DeLeo.
El sencillo «These Days» se lanzó a la radio el 1 de julio de 2003. «Glow» fue lanzado también por radio el 9 de septiembre de 2003. El vídeo musical de la canción «These Days» fue filmado en un techo al otro lado de la calle del Teatro Kodak en Los Ángeles. La grabación del vídeo sorpresa se filmó durante los premios BET Awards de 2003 mientras numerosos artistas de hip hop y raperos llegaban a la alfombra roja antes de la entrega de premios. El vídeo capta la reacción de muchos artistas, incluidos Nelly, Snoop Dogg y Lil' Kim, entre otros.
La carátula del álbum se basa en la clásica carpeta escolar de la marca Pee Chee, que presenta los rostros de los miembros de la banda.

## Listado de canciones
Todas las canciones escritas por Alien Ant Farm.

| CD    |                                                                            |          |  |
| N.º   | Título                                                                     | Duración |  |
| 1.    | «1000 Days»                                                                | 3:07     |  |
| 2.    | «Drifting Apart»                                                           | 2:54     |  |
| 3.    | «Quiet»                                                                    | 3:01     |  |
| 4.    | «Glow»                                                                     | 3:17     |  |
| 5.    | «These Days» (nueva versión; grabada originalmente para Greatest Hits)     | 3:06     |  |
| 6.    | «Sarah Wynn»                                                               | 3:24     |  |
| 7.    | «Never Meant»                                                              | 3:06     |  |
| 8.    | «Goodbye»                                                                  | 4:06     |  |
| 9.    | «Tia Lupé»                                                                 | 4:01     |  |
| 10.   | «Rubber Mallet»                                                            | 3:09     |  |
| 11.   | «S.S. Recognize» (nueva versión; grabada originalmente para Greatest Hits) | 3:51     |  |
| 12.   | «Hope»                                                                     | 3:40     |  |
| 40:43 |                                                                            |          |  |

| UK Version Bonus Track |         |          |  |
| N.º                    | Título  | Duración |  |
| 13.                    | «Words» | 2:42     |  |

## Posicionamiento en listas
| Lista (2003)                          | Mejor posición |
| ------------------------------------- | -------------- |
| Escocia (OCC)                         | 64             |
| Estados Unidos (Billboard 200)        | 42             |
| Nueva Zelanda (Recorded Music NZ)     | 26             |
| Reino Unido (OCC Albums)              | 68             |
| Reino Unido (OCC Rock & Metal Albums) | 10             |
| Suiza (Schweizer Hitparade)           | 71             |